# Dolasterope
Dolasterope is een geslacht van kreeftachtigen uit de klasse van de Ostracoda (mosselkreeftjes).

## Soort
- Dolasterope johanseni Poulsen, 1965